# Branislav Nušić
Branislav Nušić, Бранислав Нушић, właśc. Alkibijad Nuša, pseud. Ben Akiba (ur. 20 października 1864 w Belgradzie, zm. 19 stycznia 1938 tamże) – serbski pisarz i felietonista, pochodzenia arumuńskiego.

## Życiorys

### Dzieciństwo i młodość
Był jednym z pięciorga dzieci kupca zbożowego Đorđe Nušy, zserbizowanego Arumuna i Ljubicy, Serbki pochodzącej z Bośni. Po bankructwie firmy ojca przeniósł się wraz z rodziną do Smedereva, gdzie rozpoczął naukę szkolną, którą kontynuował w Belgradzie. W dzieciństwie zachęcany przez ojca do nauki handlu, wybrał zajęcia w miejscowym kółku teatralnym, zaczął też pisać pierwsze utwory literackie. Po ukończeniu 18 roku życia zmienił swoje nazwisko na Branislav Nušić. W 1885 ukończył studia prawnicze w Wysokiej Szkole w Belgradzie i został powołany do służby wojskowej. W tym samym roku wziął udział w wojnie serbsko-bułgarskiej, w stopniu kaprala. Swoje wspomnienia z wojny, zawierające krytyczne oceny serbskiego dowództwa zawarł w książce wydanej w roku 1886. W tym czasie Nušić studiował na uniwersytecie w Grazu, ale z powodu problemów finansowych studiów w Austrii nie ukończył. W 1887 opublikował wiersz Dva raba (Dwaj słudzy), w którym wyśmiewał serbskiego króla Milana. Za obrazę majestatu Nušić został aresztowany i skazany początkowo na dwa miesiące więzienia, a sąd II instancji na dwa lata więzienia. Karę odbywał w więzieniu w Požarevacu, które opuścił po roku w wyniku amnestii po abdykacji króla Milana.

### W służbie dyplomatycznej
Po wyjściu z więzienia rozpoczął pracę w ministerstwie spraw zagranicznych, skąd został wkrótce wysłany do Bitoli, gdzie pracował jako pisarz w konsulacie. W latach 1889–1900 przebywał w kilku serbskich placówkach dyplomatycznych (Bitola, Seres, Saloniki, Skopje, Prisztina). Służba dyplomatyczna stała się dla Nušicia doskonałym pretekstem do podróży po Bałkanach. Ich efektem były dzienniki z podróży, a także cykl opowiadań, które ilustrował własnoręcznie wykonanymi fotografiami.
W 1900 zatrudniony w ministerstwie edukacji, a następnie objął posadę głównego dramaturga Teatru Narodowego w Belgradzie. W latach 1904–1905 kierował Serbskim Teatrem Narodowym w Nowym Sadzie. Od 1905 ponownie mieszkał w Belgradzie, gdzie pracował jako dziennikarz, pisząc felietony do Politiki, pod pseudonimem Ben Akiba. Po aneksji Bośni i Hercegowiny przez Austro-Węgry w 1908 Nušić zorganizował kilka demonstracji antyhabsburskich w Belgradzie. W 1912 powrócił do Bitoli po jej zajęciu przez wojska serbskie, obejmując w 1913 urząd prefekta w tym mieście. Zmuszony do rezygnacji ze stanowiska przez środowiska nacjonalistyczne objął kierownictwo teatru w Skopju. Mieszkał tam do 1915, kiedy to miasto znalazło się pod okupacją Państw Centralnych. Wraz z armią serbską Nušić przeszedł przez Albanię i dotarł do Europy Zachodniej. W latach 1915–1918 mieszkał w Marsylii, Nicei, Paryżu i w Genewie.

### Ostatnie lata życia
Po zakończeniu I wojny światowej powrócił do Belgradu i podjął pracę w ministerstwie edukacji Królestwa SHS, a następnie kierował teatrem w Skopju, od 1925 Teatrem Narodowym w Sarajewie. W 1927 powrócił do Belogradu, gdzie spędził ostatnie lata życia. W 1937 "umarł" po raz pierwszy, kiedy z powodu złego samopoczucia nie pojawił się po raz pierwszy na premierze swojej sztuki w teatrze. Dyrekcja teatru pospiesznie przygotowała nekrologi, które "niedoszły zmarły" sam przeczytał i ocenił pod względem literackim. Rok później Nušić zmarł w swoim domu w belgradzkiej dzielnicy Dedinje, 21 stycznia 1938 spoczął na Nowym Cmentarzu w Belgradzie (Novo Groblje). Mszę pogrzebową odprawił metropolita Zagrzebia, abp Dosyteusz.

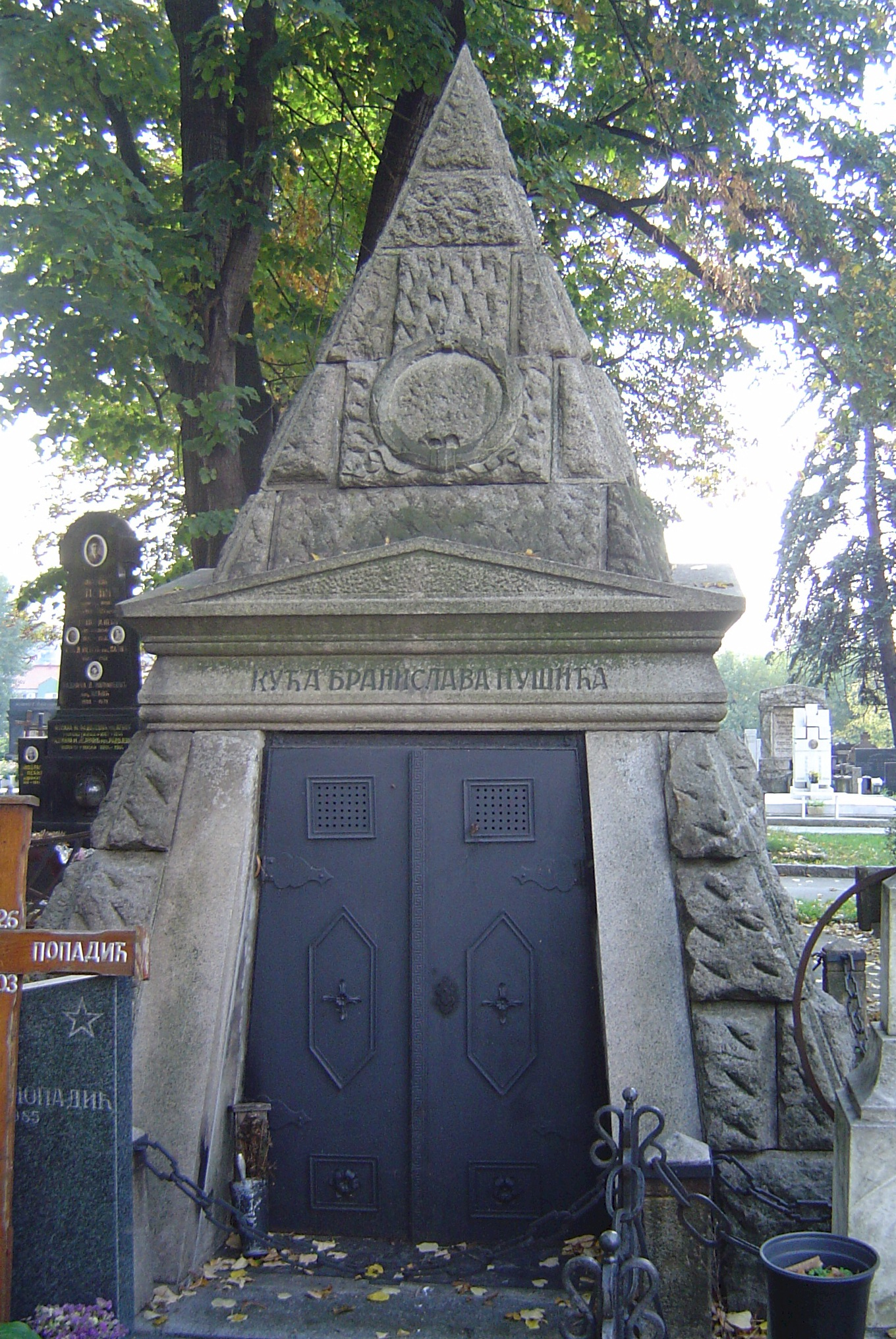
Grób Nušicia na cmentarzu w Belgradzie

Był żonaty (w 1893 poślubił siostrzenicę konsula serbskiego w Bitoli Darinkę Đorđević), miał troje dzieci, z których jedno zmarło w wieku niemowlęcym, a jedyny syn zginął na froncie, pod Požarevacem w czasie I wojny światowej.

## Twórczość
Większość twórczości literackiej Nušicia stanowią dramaty, pisał także powieści, opowiadania i felietony. W swoich utworach przedstawiał w krytycznym ujęciu społeczeństwo serbskie i mentalność różnych grup społecznych. Ostatnim utworem, który pisał była komedia Власт, ale śmierć nie pozwoliła mu na jej dokończenie. Zajmował się także fotografią, będąc jednym z pierwszych Serbów tworzących stereofotografie.

### Utwory dramatyczne
- 1885: Народни посланик
- 1887: Сумњиво лице
- 1889: Протекција
- 1899: Обичан човек
- 1902: Пучина
- 1902: Тако је морало бити
- 1906: Свет
- 1910: Пут око света
- 1929: Госпођа министарка
- 1932: Мистер Долар
- 1933: Ујеж
- 1934: Ожалошћена породица
- 1936: Др
- 1937: Покојник

### Powieści
- 1902: Општинско дете
- 1920: Деветстопетнаеста
- 1924: Аутобиографија
- 1933: Хајдуци

### Opowiadania
- 1886: Приповетке једног каплара

### Polskie przekłady
- 2003: Uzdrowiskowe spodnie (Kupališne pantalone), tł. Elżbieta Ćirlić[3].

## Odznaczenia

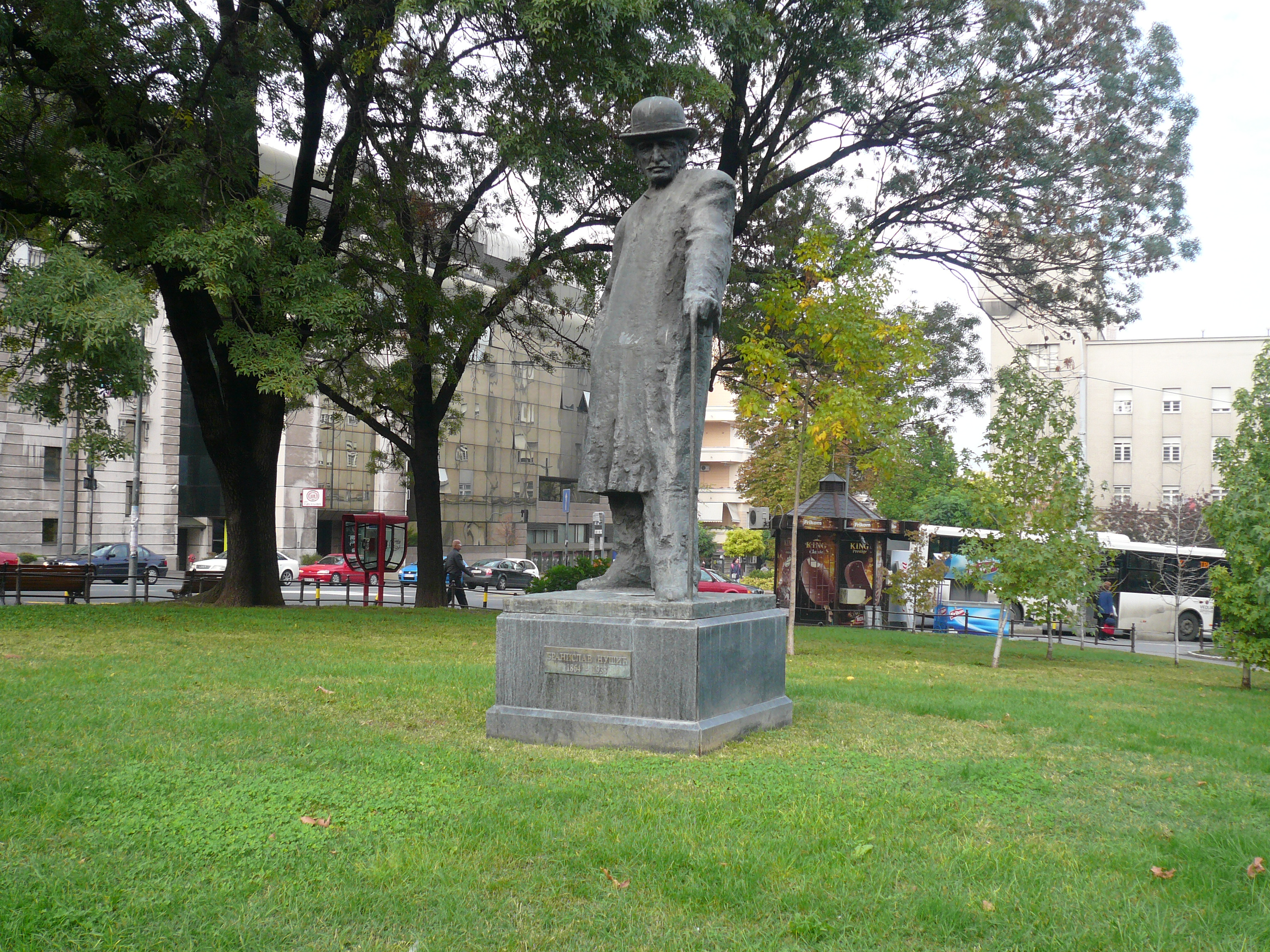
Pomnik Nušicia w Belgradzie

- Order Świętego Sawy
- Order Orła Białego
- Order Korony Jugosłowiańskiej
- Order Zasługi Cywilnej

## Pamięć
W 1956 córka Nušicia, Gita Nušić-Predić przekazała spuściznę po swoim ojcu Muzeum Miasta Belgradu. W Belgradzie stoi pomnik pisarza.